# Carl Heger (skuespiller)
Carl Heger f. Johansen (17. april 1910 i Tustrup – 2. maj 2002) var en dansk skuespiller.
Han debuterede på Aalborg Teater i 1937 og kom i 1938 ind på Det kongelige Teaters elevskole for at fuldende sin uddannelse.
Sidenhen fik han en del engagementer ved forskellige københavnske scener.
Han var i perioden 1947-1952 direktør for Allé Scenen.

## Udvalgt filmografi
- Blaavand melder storm – 1938
- Livet på Hegnsgaard – 1938
- Komtessen på Stenholt – 1939
- Sørensen og Rasmussen – 1940
- Niels Pind og hans dreng – 1940
- Søren Søndervold – 1942
- Baby på eventyr – 1942
- Forellen – 1942
- Det brændende spørgsmål – 1943
- Kriminalassistent Bloch – 1943
- Det bødes der for – 1944
- Det kære København – 1944
- Røverne fra Rold – 1947
- Støt står den danske sømand – 1948
- Kampen mod uretten – 1949
- For frihed og ret – 1949
- Mosekongen – 1950
- Unge piger forsvinder i København – 1951
- Det sande ansigt – 1951
- Ta' Pelle med – 1952
- Husmandstøsen – 1952
- Hejrenæs – 1953
- Farlig ungdom – 1953
- Den gamle mølle på Mols – 1953
- Altid ballade – 1955
- Hvad vil De ha'? – 1956